# カラカラ (鳥)
カラカラ（英語: Caracara）は、広義には鳥類ハヤブサ目ハヤブサ科の数属からなる単系統群である（狭義にはカンムリカラカラ属 Caracaraのことである）。
語源はカンムリカラカラ属を意味するスペイン語のCaracaraまたはポルトガル語のCaracaráで、さらにトゥピ語族 Tupian languagesにまでさかのぼれる。
現代的な分類ではハヤブサ亜科カラカラ族 Caracariniに分類される。カラカラ亜科 Polyborinaeともされるが、カラカラ亜科の範囲は必ずしも一定しない。

## 特徴
主として南アメリカや中央アメリカの鳥であり、アメリカ合衆国南部にも飛来する。
同じ科のハヤブサ属と違って、カラカラは速く飛ぶ空中のハンターではなく、少しものぐさで、主に腐肉食である。

## 属と種
現生の属と種は国際鳥類学会議（IOC）による。5属10種が現生する。
- Daptrius
  - Daptrius ater、Black Caracara、キノドカラカラ
- Ibycter（Daptriusから分離）
  - Ibycter americanus、Red-throated Caracara、アカノドカラカラ
- キバラカラカラ属 Milvago
  - Milvago chimachima、Yellow-headed Caracara、キバラカラカラ
  - Milvago chimango、Chimango Caracara、チマンゴカラカラ
- カンムリカラカラ属 Caracara（Polyborus）
  - Caracara cheriway、Northern Crested Caracara（C. plancusから分離）
  - Caracara plancus、Southern Crested Caracara（C. plancus 分離前の旧名 Crested Caracara、カンムリカラカラ）
  - †Caracara lutosa、Guadalupe Caracara、グアダルーペカラカラ（P. lutosus）
  - †Caracara creightoni
  - †Caracara latebrosus
- アンデスカラカラ属 Phalcoboenus
  - Phalcoboenus carunculatus、Carunculated Caracara、マダラコシジロカラカラ
  - Phalcoboenus megalopterus、Mountain Caracara、アンデスカラカラ
  - Phalcoboenus albogularis、White-throated Caracara、シロハラカラカラ
  - Phalcoboenus australis、Striated Caracara、フォークランドカラカラ
- †Badiostes
  - †Badiostes patagonicus